# Pseudopoda minor
Pseudopoda minor là một loài nhện trong họ Sparassidae.
Loài này thuộc chi Pseudopoda. Pseudopoda minor được Peter Jäger miêu tả năm 2001.